# Goniagnathus alkhubricus
Goniagnathus alkhubricus är en insektsart som beskrevs av Dlabola 1980. Goniagnathus alkhubricus ingår i släktet Goniagnathus och familjen dvärgstritar. Inga underarter finns listade i Catalogue of Life.